# Cylindropuntia molesta
Cylindropuntia molesta är en kaktusväxtart som först beskrevs av Townshend Stith Brandegee, och fick sitt nu gällande namn av F.M. Knuth. Cylindropuntia molesta ingår i släktet Cylindropuntia, och familjen kaktusväxter. Inga underarter finns listade i Catalogue of Life.